# Stactobia fischeri
Stactobia fischeri är en nattsländeart som beskrevs av Schmid 1958. Stactobia fischeri ingår i släktet Stactobia och familjen smånattsländor. Inga underarter finns listade i Catalogue of Life.